# Улица Новосельского
Улица Новосельского — улица Одессы, в исторической части города, от Преображенской улицы до улицы Пастера.

## История
Вскоре после основания Одессы к северу от крепости возникла немецкая колония (1815). Проложенная здесь улица получила название Немецкой (1821).
В 1824 году улицу называют Ямской, по месту компактного проживания одесских ямщиков, в 1847 году — Лютеранской.
Вскоре после смерти бывшего городского головы Новосельского (жившего на этой улице), в 1901 году, улица получила его имя.
С 1923 года улица носила имя Василия Александровича Островидова, оперного певца, священника, участника борьбы за установление Советской власти в Одессе (жил в д. 35). 
В период румынской оккупации улица снова носила имя Новосельского. Оно же возвращено улице 15 мая 1995 г.
19 января 2018 на улице возле школы №122 во время операции полиции по задержанию преступника произошла стрельба. В результате погибли три человека (в том числе и офицер полиции) и еще трое получили ранения (два правоохранителя и один случайный свидетель). Преступником оказался Валентин Дорошенко — известный пророссийский активист и участник одесского Антимайдана. Был известен всему городу тем, что в июле 2009 года вызвал на дуэль тогдашнего мэра Эдуарда Гурвица. Полицейские прибыли по вызову — граждане сообщили о драке. Дорошенко открыл стрельбу из самодельного автоматического оружия и убил мужчину по фамилии Пинин (ранее судимого), с которой перед тем подрался, ранил трех полицейских и Виктора Тихонина (охранника «Муниципальной стражи», который случайно оказался рядом и пытался оказать помощь раненым). На место стрельбы прибыли патрульные полицейские, ликвидировавшие стрелка.

## Достопримечательности
д. 66 (угол пер. Топольского) — памятник архитектуры конца XIX — начала XX вв.
- В разные годы в доме проживали известные люди:

В. Г. Белоусова-Лещенко, известная советская эстрадная певица, жена певца П. К. Лещенко;
Е. С. Бурксер, профессор, химик-неорганик, чл.-корр. АН УССР, основатель первого в мире Института радиологии;
К. М. Винцентини, доктор мед.наук, травматолог, Заслуженный врач РСФСР, первая жена С. П. Королёва.
Н. Н. Ланге, профессор психологии, основатель первой в России экспериментальной психологической лаборатории, основатель Одесской школы психологии и Одесских высших женских курсов.
Частыми гостями тут были академик С. П. Королёв и певец П. К. Лещенко.
- В 1904—1925 гг. в доме работало издательство научной и научно-популярной физико-математической литературы «Матезис».

д. 68 — Лютеранская церковь
д. 84 (между улицами Льва Толстого и Спиридоновской) — памятник архитектуры сер. XIX века.
В доме проживал Николай Александрович Новосельский, городской голова Одессы, действительный статский советник, в честь которого названа улица.
д. 96 (угол ул. Тираспольской): с 1972 по 1999 гг. в доме жил Герой Советского Союза, генерал-майор авиации, участник освобождения Одессы Геннадий Алексеевич Шадрин. 
д. 99 жил архитектор И. Ф. Яценко
Памятник Стиву Джобсу
Мемориальная доска народному артисту УССР Огреничу